# Sam Reid
Sam Reid (Nuovo Galles del Sud, 19 febbraio 1987) è un attore australiano.

## Biografia
Nato nel rurale Nuovo Galles del Sud, dove suo padre era un allevatore, effettua gli studi presso la scuola privata Cranbrook School di Sydney. Dopo gli studi vive per un breve periodo a New York, prima di trasferirsi a Londra per studiare recitazione alla London Academy of Music and Dramatic Art, dove si diploma nel 2010.
Durante l'ultimo semestre alla LAMDA ottiene l'opportunità di recitare nel film Anonymous. Successivamente partecipa ad alcune produzioni televisive, tra cui la miniserie Hatfields & McCoys. Nel 2013 recita in Le due vie del destino e La ragazza del dipinto.

## Filmografia

### Cinema
- Anonymous, regia di Roland Emmerich (2011)
- Redd Inc., regia di Daniel Krige (2012)
- Le due vie del destino - The Railway Man (The Railway Man), regia di Jonathan Teplitzky (2013)
- La ragazza del dipinto (Belle), regia di Amma Asante (2013)
- '71, regia di Yann Demange (2014)
- Posh, regia di Lone Scherfig (2014)
- Tigers, regia di Danis Tanović (2014)
- Una folle passione (Serena), regia di Susanne Bier (2014)
- La spia russa (Despite the Falling Snow), regia di Shamim Sarif (2016)
- The Limehouse Golem - Mistero sul Tamigi (The Limehouse Golem), regia di Juan Carlos Medina (2016)
- 2:22 - Il destino è già scritto (2:22), regia di Paul Currie (2017)
- Waiting for the Barbarians, regia di Ciro Guerra (2019)

### Televisione
- All Saints – serie TV, 1 episodio (2007)
- Spooks – serie TV, 2 episodi (2011)
- Whitechapel – serie TV, 1 episodio (2012)
- Endeavour – miniserie TV, 1 puntata (2012)
- Hatfields & McCoys – miniserie TV, 3 episodi (2012)
- Miss Marple (Agatha Christie's Marple) – serie TV, 1 episodio (2013)
- The Astronaut Wives Club - serie TV, (2015)
- Prime Suspect 1973 - miniserie TV (2017)
- The Newsreader - miniserie TV, 6 puntate (2021)
- Interview with the Vampire – serie TV, 7 episodi (2022)

## Doppiatori italiani
Nelle versioni in italiano nelle opere in cui ha recitato, Sam Reid è stato doppiato da:
- Massimiliano Manfredi in La ragazza del dipinto
- David Chevalier in 2:22 - Il destino è già scritto
- Massimo Triggiani in Una folle passione
- Edoardo Stoppacciaro in Posh
- Marco Foschi in Anonymous
- Alessandro Capra in '71
- Marco Giansante in Miss Marple